# (3095) Омархайям
(3095) Омархайям (лат. Omarkhayyam) — типичный астероид главного пояса, открыт 8 сентября 1980 года советским астрономом Людмилой Журавлёвой в Крымской астрофизической обсерватории и 31 мая 1988 года назван в честь персидского философа, математика, астронома и поэта Омара Хайяма.

## Обнаружение и именование
(3095) Омархайям
Открыт 8 сентября 1980 года в Научном Л. В. Журавлёвой.
Назван в честь великого таджикского и персидского поэта, математика и философа Омара Хайяма Гияс-ад-Дина Абу-ль-Фатха ибн Ибрахима (ок. 1048 — после 1122).
Оригинальный текст (англ.)3095 Omarkhayyam
Discovered 1980-09-08 by Zhuravleva, L. at Nauchnyj.
Named for great Tadjik and Persian poet, mathematician and philosopher Omar Khayyam Giyasaddin-abu-L' Fatkh ibn Ibragim (ca. 1048—after 1122).
Источники: DISCOVERY.DB; M.P.C. 13174.

## Орбита

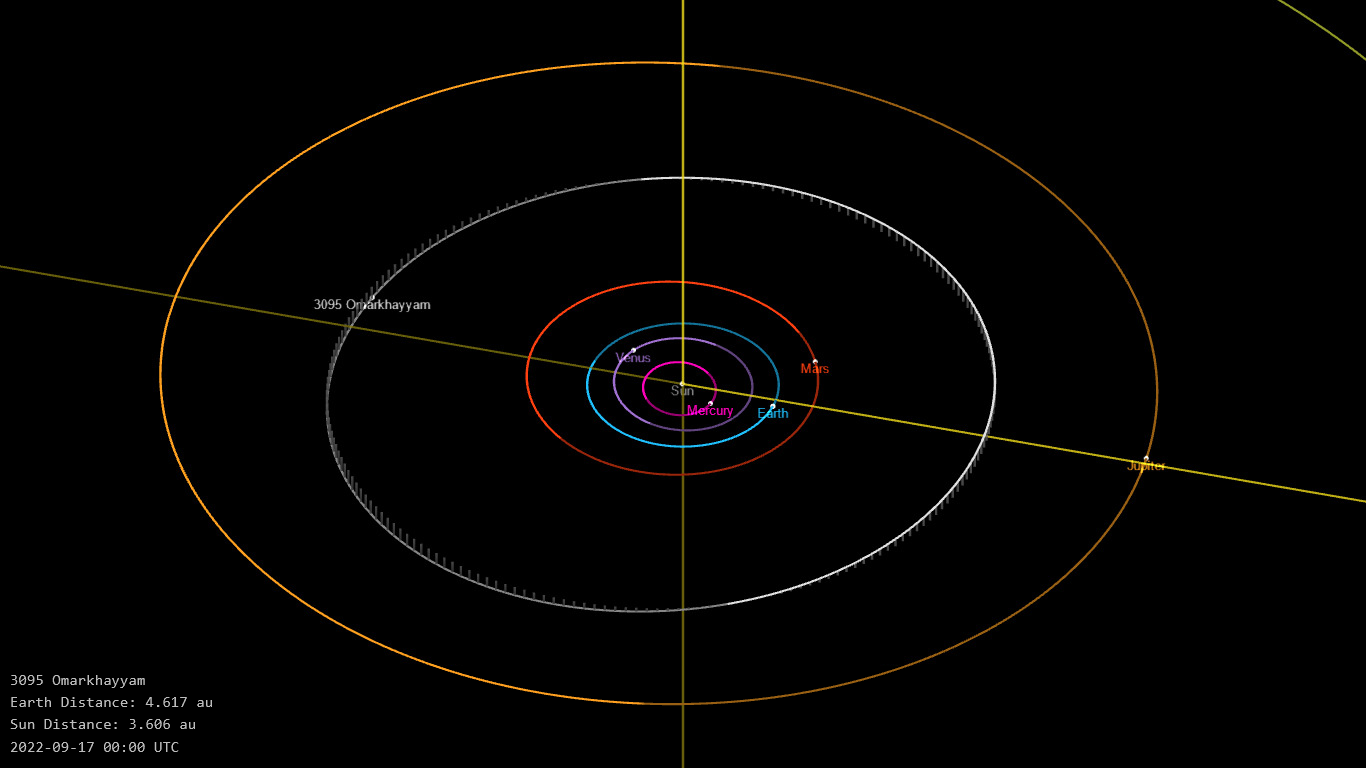
Орбита астероида Омархайям и его положение в Солнечной системе

## Физические характеристики
Из наблюдений телескопа VISTA следует, что астероид относится к таксономическому классу U.
По результатам наблюдений в видимом и ближнем инфракрасном диапазоне космического телескопа NEOWISE и наблюдений в инфракрасном диапазоне спутника Akari диаметр астероида сначала оценивался равным 29,946±0,223 км, позже — 31,53±0,87 км, 32,65±11,36 км, 29,007±0,335 км. Согласно тем же источникам альбедо оценивается как 0,0596±0,0092, 0,055±0,004, 0,06±0,05 и 0,063±0,009.